# Стражнице
Стражнице (на чешки: Strážnice; на немски: Straznitz) е град в окръг Ходонин на Южноморавския край на Чехия. Населението му е 5773 жители (2012 г.). Намира се в културния регион Моравска Словакия.
Замъкът в Стражнице е построен през втората половина на 13 век, по-късно възстановен в Ренесансов стил. Служел е като стражеви замък. В днешно време в него се помещава Националният институт за народна култура. Налице са постоянна изложба „Народни инструменти от Чешката република“ и библиотеката на замъка. Сградата е заобиколена от парк с най-дългата алея в Централна Европа, основан през първата половина на 19 век. В парка има амфитеатър, лятно кино, езера, и дендроложка пътека с образователни табла и много пейки. В еврейското гробище на улица „Садова“ има около 1100 надгробни паметника, датиращи от 17 век. Синагогата е възстановена в началото на 20 век, а през 2008 г. – реновирана и допълва местния музей. Повечето от евреите в града са депортирани по време на Холокоста, но много от къщите в Старото гето все още стоят.

## Побратимени градове
- Скалица, Словакия.

## Галерия
- Църквата „Успение Богородично“
- Енорийската църква „Св. Мартин“ и Бялата кула
- Кметството
- Статуя на Ян Амос Коменски
- Бюст на Коменски
- Жп гарата
- Стражницкият замък
- Паркът на замъка
- Веселската порта
- Синагогата
- Еврейското гробище